# Ranérou
Ranérou ist eine Stadt im Nordosten des Senegal. Sie ist Präfektur des Départements Ranérou-Ferlo in der Region Matam.

## Geographische Lage
Ranérou liegt 380 Kilometer östlich von Dakar und 86 Kilometer südwestlich der Regionalpräfektur Matam. Das Stadtgebiet ist umgeben von dem Gebiet der Communauté Rurale de Oudalaye, der mit 11.292 km² flächenmäßig größten Landgemeinde in Senegal. Das Städtchen Ranérou liegt im Zentrum der regenarmen und dünn besiedelten Ferlo im Tal des Flusses Ferlo, der hier nur in der Regenzeit Wasser führt und am Südrand der Ortslage ein windungsreiches etwa 100 Meter breites Flussbett mit teilweise dichtem Baumbestand gegraben hat. Die Landschaft ist von den klimatischen Bedingungen der Sahelzone geprägt und wird allenfalls für extensive Tierhaltung genutzt.
Ranérou liegt zwischen der Réserve de faune du Ferlo Nord und der Réserve de faune du Ferlo Sud. Diese bilden zusammen die bei weitem größten Schutzgebiete in Natur- und Landschaftsschutz des Senegal.

## Geschichte
Das Dorf Ranérou erhielt 2002 den Status einer Commune (Stadt), weil dort fortan die Präfektur eines Départements war.

## Bevölkerung
Die letzten Volkszählungen ergaben für die Stadt jeweils folgende Einwohnerzahlen:
| Jahr | Einwohner |
| ---- | --------- |
| 2002 | 1262      |
| 2013 | 3026      |

## Verkehr
Ranérou liegt an der Nationalstraße
N 3. Sie verbindet Ranérou mit den Großstädten der Metropolregion Dakar im Westen, mit Rufisque, Pikine, Guédiawaye sowie der Hauptstadt Dakar, und führt von dort weiter über Thiès, Khombole, Bambey, Diourbel, Mbacké, Touba, Dahra und Linguère nach Ranérou. Im weiteren Verlauf erreicht sie Richtung Nordosten Ourossogui und zuletzt die Regionalpräfektur Matam am Ufer des Senegal und die dortige Grenze zu Mauretanien. 
Am südwestlichen Stadtrand von Ourossogui gelegen und über die N3 erreichbar, bietet der 75 Kilometer von Ranérou entfernte Flugplatz Matam einen Anschluss an das nationale Luftverkehrsnetz.